# Fédération haïtienne de football
Pour les articles homonymes, voir FHF.
La Fédération haïtienne de football (FHF) est une association regroupant les clubs de football d'Haïti et organisant les compétitions nationales et les matchs internationaux de la sélection d'Haïti.
Fondée en 1904, la FHF est affiliée à la FIFA depuis 1934 et est membre de la CONCACAF depuis 1961.

Logo jusqu'en 2012

## Histoire
Dirigée depuis 2000 par Yves Jean-Bart, médecin de profession, celui-ci est suspendu pour 90 jours, puis à nouveau pour 90 jours par la commission d'éthique de la FIFA, le 25 mai 2020, accusé puis reconnu coupable de viol, notamment sur des joueuses mineures de 14, 15 et 16 ans,,,. 
Il est remplacé à titre provisoire par Joseph Variéno Saint-Fleur.
L'enquête de la FIFA confirmera ensuite les faits révélés par The Guardian : plusieurs autres dirigeants de la Fédération étaient directement aussi impliqués dans le scandale, dont une femme. 
En janvier et février 2021, la FIFA désigne un comité de normalisation présidé par Me Jacques Lumarque, renforcé par un comité consultatif composé d’experts et de représentants d’institutions et d’organisations de la société civile présidé par l'ex-gouverneure générale du Canada et ex-secrétaire générale de l'OIF, Michaëlle Jean,.